# Euploea bangkana
Euploea bangkana är en fjärilsart som beskrevs av Gustaaf Hulstaert 1931. Euploea bangkana ingår i släktet Euploea och familjen praktfjärilar. Inga underarter finns listade i Catalogue of Life.